# Davlameti
Davlameti é uma vila no distrito de Nagpur, no estado indiano de Maharashtra.

## Demografia
Segundo o censo de 2001, Davlameti tinha uma população de 8807 habitantes. Os indivíduos do sexo masculino constituem 52% da população e os do sexo feminino 48%. Davlameti tem uma taxa de literacia de 77%, superior à média nacional de 59.5%: a literacia no sexo masculino é de 86% e no sexo feminino é de 67%. Em Davlameti, 13% da população está abaixo dos 6 anos de idade.